# Michel Picot
Michel-Joseph-Pierre Picot, né à Neuville-aux-Bois le 23 mars 1770 et mort à Paris le 15 novembre 1841, est un journaliste et homme de lettres français.

## Biographie
Michel-Joseph-Pierre Picot est naît de Pierre Picot (1737-1818), notaire royal, procureur au bailliage et maire de Neuville-aux-Bois, et de Marie Thérèse Amyot. Confié pour son éducation à un oncle, l'abbé Michel-Alphonse Picot, oratorien et chanoine de la collégiale du Saint-Sépulcre de Caen, il entre au Grand séminaire d'Orléans, reçoit la tonsure cléricale de Mgr de Cheylus et suit ses études de théologie à Orléans. 
Cependant, au moment de la Révolution, refusant de prêter le serment à la Constitution civile du clergé, il quitte la voie ecclésiastique. Il fait la connaissance de l'abbé Edgeworth au château de Montigny, chez le comte de Rochechouart.
Il s'engage un temps dans la Marine.
En 1806, il lui est confié l'éducation des enfants du prince de Beauvau. Il devient également le collaborateur d'Étienne-Antoine de Boulogne pour son journal Mélanges de religion, de critique et de littérature, dont il reprend bientôt la rédaction, puis de Biographie universelle ancienne et moderne.
Spécialiste de l'histoire de la religion, il fonde le journal L'Ami de la religion et du roi : journal ecclésiastique, politique et littéraire en 1814, qu'il dirige jusqu'en 1840.
Membre du conseil de l'Œuvre de la Propagation de la Foi quasiment depuis sa création, il en devient le vice-président et l'animateur zélé à Paris.
Il était commandeur de l'ordre de Saint-Grégoire-le-Grand (1840), chevalier de l'ordre de la Milice dorée (1835) et de l'ordre du Saint-Sépulcre (1840).

## Distinctions
- Commandeur de l'ordre de Saint-Grégoire-le-Grand

## Publications
- Notice sur l'abbé Grou (1843)
- Notice historique sur Mgr de Boulogne (1830)
- Notice sur M. de Pompignan (1827)
- Notice historique sur Mgr de Boulogne (1826)
- Essai historique sur l'influence de la religion en France pendant le XVIIe siècle, ou Tableau des établissements religieux formés à cette époque, et des exemples de piété, de zèle et de charité qui ont brillé dans le même intervalle (1824)
- L'Ami de la Religion et du Roi, ou l'Ordre rétabli, suivi de quelques considérations sur les avantages de la religion et terminé par les deux testaments de LL. MM. Louis XVI et Marie-Antoinette (1816)
- Notice sur M. de Sainte-Croix (1809)
- Mémoires pour servir à l'histoire ecclésiastique pendant le XVIIIe siècle (1806)
- Mélanges de philosophie, d'histoire, de morale et de littérature
- Notice historique sur l'abbé Grégoire

## Source et bibliographie
- "Notice sur la vie de M. Picot", in L'Ami de la religion, Volume 111, 1841
- Michel Bée, Mentalités religieuses dans la France de l'Ouest aux XIXe et XXe siècles: études d'histoire sérielle, Annales de Normandie, 1976
- Charles de Montalembert, Catholicisme et liberté, Éditions du Cerf, 1970